# Kronologija Domovinskog rata: ožujak 1994.

### 2. ožujka
- Završeni hrvatsko-muslimanski pregovori u Washingtonu, prema kojima bi se od 15. ožujka pripremili dokumenti za potpisivanje konačnog sporazuma, a radi se o prijedlogu ustava federacije, prijedlogu prethodnog sporazuma o konfederaciji između Republike Hrvatske i predložene federacije BiH, te prijedlogu sporazuma o vojnim pitanjima.[1]

### 3. ožujka
- Oživotvorenjem Washingtonskog sporazuma osigurat će se opstojnost i budućnost hrvatskog naroda, ne samo u granicama u obrambenom ratu uspostavljene Hrvatske Republike Herceg-Bosne, nego i na čitavom onom teritoriju Bosne koji neće pripasti izdvojenoj srpskoj republici, stoji u Poruci Predsjednika dr. Franje Tuđmana u povodu završetka hrvatsko-muslimanskih pregovora.[1]
- Potrebno je oko 10.000 novih ljudi u sastavu UNPROFOR-a za održavanje mira u BiH, Turska ponudila svoje postrojbe, a Britanija najavila slanje 9.000 vojnika u kombinaciji s NATO trupama, rečeno na konferenciji za novinare UNPROFOR-a u Zagreb.[1]

### 4. ožujka
- Zapad je izazvao genocidni rat Srbije jasno pokazao da neće dopustiti da bivše jugoslavenske republike nabave oružje nužno za samoobranu, piše New York Times.[1]

### 5. ožujka
- Ministri zemalja SEI (Srednjoeuropske inicijative) na sastanku u Trstu založili se za otvaranje prometnica u Hrvatskoj i BiH te jadranskog naftovoda i upozorili da ne dolazi u obzir nikakvo priznavanje promjena državnih granica silom, niti prisvajanja zaposjednutih teritorija.[1]
- Odbor visokih dužnosnika KESS-a potvrdio u Pragu da podupire suverenitet, teritorijalni integritet i neovisnost svih zemalja na teritoriju bivše Jugosalvije, te odbija priznati silom osvojen teritorij.[1]
- Vijeće sigurnosti UN usvojilo Rezoluciju 900 o BiH, kojom izražava potporu Washingtonskom sporazumu, a otvaranjem mogućnosti da se i Vitez proglasi zaštićenom zonom, Vijeće jasno poručuje bosanskohercegovačkim Hrvatima da nisu zaboravljeni.[1]

### 6. ožujka
- Washingtonski sporazumom osigurava se puna suverenost i konstitutivnost hrvatskog naroda u BiH, uključujući pravo na samoodređenje, istaknuto na sjednici Predsjedničkog vijeća HR Herceg-Bosne.[1]

### 7. ožujka
- Preliminarni sporazum o federaciji Hrvata i Muslimana u BiH i njihovo priključivanje Republici Hrvatskoj u konfederalni savez nije zaokret u hrvatskoj politici, niti je nastao po diktatu SAD. On je na crti hrvatske politike, i moje osobno - istaknuo predsjednik Tuđman na konferenciji za novinare u Zagrebu.[1]
- Srpska milicija iz Vojnića odbila na kontrolnoj točki Maljevac, na granici s AP Zapadnom Bosnom, propustiti konvoj autobusa u kojima su, uz Muslimane, bila i 144 Hrvata iz Cetingrada, Rakovice i Slunja, koji su iz Velike Kladuše prelazili na slobodni hrvatski teritorij.[1]
- Srpska crkva neće pozvati papu Vojtilu ni u kakav službeni posjet, ni ovim prostorima, ni ovom narodu, ni srpskoj crkvi. To ne istodobno znači da se SPC generalno protivi Papinu dolasku ne samo kao duhovnika nego i kao državnika, odluka je arhijereja SPC.[1]

### 8. ožujka
- Napredak koji je u posljednja tri tjedna postignut u radu s hrvatskom vladom je izuzetan... u predsjedniku Tuđmanu i vladi imamo jakog partnera u procesu ne samo uspostavljanja mira u BiH nego i uspostavljanju veće stabilnosti na čitavom tom području, izjavio posebni izaslanik američkog predsjednika Clintona Charles Redman nakon razgovora s predsjednikom Tuđmanom u Predsjedničkim dvorima u Zagrebu.[1]
- U Moskvi ćemo tražiti potvrdu ruskog priznavanja teritorijalnog integriteta Hrvatske, izjavio dr. Mate Granić novinarima u Zagrebu uoči svog posjeta Moskvi.[1]

### 9. ožujka
- Iz izjava nakon moskovskog susreta Mate Granića i Andreja Kozireva može se zaključiti da Rusija još ne podržava bezrezervno Washingtonski sporazum, ali potvrđuje cjelovitost Hrvatske.[1]
- Nema BiH bez Hrvatske, niti Hrvatske bez BiH, izjavili čelnici Sabora Republike Hrvatske Stjepan Mesić i Josip Manolić, primajući u Saboru predstavnike Hrvatskog narodnog vijeća u BiH na čelu s Hrvojem Ištukom.[1]
- Odlučan američki angažman i savez žrtava agresije efikasno mogu poništiti srpsku strategiju ostvarenja ratnih ciljeva, rekao general zbora Hrvatske vojske Anton Tus u razgovoru za Večernji list.[1]
- Komisija UN za ljudska prava u Ženevi osudila zločine protiv civila koje su počinile sve tri strane u BiH i još jedanput istaknula snage bosanskih Srba kao glavne krivce, te na još godinu dana produžila mandat svom posebnom izvjestitelju za bivšu Jugoslaviju Tadeuszu Mazowieckom.[1]

### 10. ožujka
- Predsjedništvo vijeće HR Herceg-Bosne zaključilo u Mostaru da je organiziranje i uspostava Federacije BiH uvjetovano organiziranjem i uspostavom konfederacije Republike Hrvatske i Federacije BiH, javlja HINA.[1]

### 11. ožujka
- Planirana konfederacija između Bosne i Hercegovine izgledat će otprilike kao veze unutar Europske unije, izjavio zamjenik hrvatskog ministra vanjskih poslova dr. Ivo Sanader na austrijskoj televiziji, u povodu hrvatsko-muslimanskih pregovora u američkom veleposlanstvu u Beču.[2]

### 13. ožujka
- Posebni izaslanik predsjednika Clintona Charles Redman objavio novinarima pred američkim veleposlanstvom u Beču da je postignut sporazum o ustavu nove hrvatsko-muslimanske federacije u BiH. Konfederativni model je gotov, ali on dolazi na red tek kad se nađe konačno rješenja za BiH.[2]
- Iako i sam napadnut i izmučen, hrvatski je narod prihvatio i pomogao Bošnjacima-Muslimanima kad im je bilo najteže, što oni ne smiju zaboraviti, izjavio zagrebački imam Ševko efendija Omerbašić Slobodnoj Dalmaciji.[2]
- Posebni izaslanik UN za područje bivše Jugoslavije Yakushi Akashi zatražio intervenciju zrakoplova NATO-a nakon napada bosanskih Srba na francuske plave kacige južno od Bihaća, ali loše vrijeme spriječilo intervenciju, izjavio glasnogovornik UN u Sarajevu Rob Annink.[2]

### 14. ožujka
- Federacija Hrvata i Muslimana na prostoru BiH otvorena je i za Srbe, naglasili američki diplomatski izvori u Beču, a jedan visoki dužnosnik State Departmenta rekao je kako je moguće da se federacija ostvari samo između Hrvata i Muslimana, ali u tome slučaju, ona ne može obuhvatiti manje od 51 posto današnjeg teritorija BiH.[2]
- Posebni izaslanik ruskog predsjednika Jeljcina za prostore bivše Jugoslavije Vitalij Čurkin doputovao, nakon boravka u Beogradu, u Zagreb, gdje je razgovarao s predsjednikom Tuđmanom i ministrom Granićem. Na novinarsko pitanje je li s Miloševićem razgovarao o mirnoj reintegraciji UNPA-područja, Čurkin je izjavio da je, i o tome bilo govora, ali to je, naravno, bio najteži dio cijelog problema, tako da naš razgovor ovaj put nije vodio konačnim zaključcima.[2]
- Američki vojni izvori navode da će zajedno bošnjačko-hrvatske vojska imati oko 130.000 vojnika, radi se, dakle, o znakovitoj vojnoj sili.[2]

### 15. ožujka
- Amerika je i službeno objavila da će sporazum o hrvatsko-muslimanskoj federaciji biti potpisan vjerojatno 18. ožujka, dok The New York Times piše da Srbi ne bi smjeli zadržati više od 40 posto BiH.[2]

### 16. ožujka
- Varijanta u kojoj bi Srbi pristupili federaciji BiH a potom konfederaciji sa Srbijom i Crnom Gorom ne dolazi u obzir, kao ni jedna kombinacija kojom bi se obnavljala Jugoslavija.[2]
- U Beču nije utvrđen broj županija u FBiH. Najvjerojatnije će biti tri županije s većinskim hrvatskim stanovništvom, izjavio predsjednik Predsjedničkog vijeća HR Herceg-Bosne Krešimir Zubak u intervjuu Večernjem listu.[2]

### 17. ožujka
- Predsjednika Republike Hrvatske dr. Franju Tuđmana po dolasku u Washington primio američki državni tajnik Warren Christofer. Predsjednik Tuđman zatim, s hrvatskim izaslanstvom, prisustvovao otvaranju nove zgrade hrvatskog veleposlanstva u SAD.[2]
- Od oko 70.000 katolika koji su prije rata (do 1992.) živjeli na području zapadne Bosne, koja je sada pod srpskom vlasti, ostalo je tek oko 28.000 dok su ostali protjerani, poubijani ili su jednostavno nestali u protekle dvije godine. Najnoviji podaci pokazuju da tamošnje srpske paravlasti katolike ne smatraju ravnopravnim građanima, da je odnašaj prema njima upravo robovlasnički, javlja Radio Vatikan.[2]

### 18. ožujka
- Haris Silajdžić i Krešimir Zubak potpisali u Washingtonu sporazum o federaciji Hrvata i Muslimana u BiH, a predsjednici dr. Franjo Tuđman i Alija Izetbegović potpisali preliminarni sporazum o uspostavi konfederacije Republike Hrvatske i federacije BiH.[2]
- Američki predsjednik Bill Clinton primio u Bijeloj kući hrvatskog predsjednika dr. Franju Tuđmana, a kako se saznaje iz izvora bliskih hrvatskoj delegaciji, najviše vremena u razgovoru posvećeno problemima UNPA-područja u Hrvatskoj.[2]
- Hrvatska očekuje potporu SAD i međunarodnih organizacija u definiranju mandata UNPROFOR-a da se mirovni plan i rezolucije Vijeća sigurnosti mogu djelotvorno primijeniti, te područja pod njihovim nadzorom reintegrirati u sastav Hrvatske, kako bi se obnovila razorena područja i osigurao povratak izbjeglica i prognanika, rekao hrvatski predsjednik dr. Franjo Tuđman predsjedniku Clintonu u Bijeloj kući.[2]
- Republika Hrvatska spremna je prihvatiti produljenje mandata UNPROFOR-a, međutim, pri donošenju konačne odluke, hrvatska Vlada mora upozoriti na nužnost poboljšanja djelovanja UNPROFOR-a, stoji u pismu predsjednika Hrvatske dr. Franje Tuđmana glavnom tajniku UN-a Boutrosu Ghaliju.[2]

### 19. ožujka
- Sadašnjoj hrvatsko-muslimanskoj federaciji u BiH treba pripasti 51 posto teritorija, a nastavit će se razgovori u pogledu muslimanskih zahtjeva da se taj teritorij poveća, izjavio dr. Franjo Tuđman u intervjuu Hrvatskoj radioteleviziji.[2]
- Danas je dan kada se Hrvatska pridružila zapadnom svijetu, izjavio američki potpredsjednik Al Gore, komentirajući Washingtonske sporazume, a kraj ožujka dogovoreni posjeti Zagrebu zapovjednika Združenog vojnog stožera SAD Johna Shalikasvilia i američke veleposlanice pri UN Madelein Albright.[2]

### 20. ožujka
- Velik broj Srba želi mir, ali to nije u stanju izreći, izjavio u intervjuu Večernjem listu predsjednik bosanske vlade Haris Silajdžić u avionu na putu od Washingtona do Frankfurta.[2]
- Washingtonskim se sporazumima više od polovice teritorija BiH veže na Hrvatsku, što je u interesu zaštite Hrvatske, a Hrvati u BiH jednakopravni su gospodari u čitavoj BiH, istaknuo dr. Franjo Tuđman u razgovoru s predstavnicima iseljenih Hrvata u Washingtonu.[2]
- Ne može se zamisliti da će potrajati mir u Bosni ako se ne riješe UNPA-zone u Hrvatskoj, i to njihovim uključenjem u ustavno-pravni poredak Hrvatske, rekao predsjednik Tuđman u intervjuu Reuteru.[2]

### 21. ožujka
- Na kraju petodnevnog posjeta SAD, predsjednik Republike Hrvatske dr. Franjo Tuđman sastao se s glavnim tajnikom UN-a Boutrosom Ghalijem i govorio pred Vijećem sigurnosti.[3]
- Amerika podupire teritorijalni integritet Hrvatske i reintegraciju, pruža političku i diplomatsku potporu uz, naravno, pritisak na Srbiju, izjavio ministar vanjskih poslova Republike Hrvatske dr. Mate Granić u intervjuu Večernjem listu.[3]
- Hrvatskoj javnosti objavljen sporazum između Federacije BiH i Republike Hrvatske kojim se Hrvatskoj jamči slobodan prolaz područjem Federacije, potpisan 18. ožujka u Washingtonu.[3]

### 22. ožujka
- Od predsjednika Clintona i članova Vijeća sigurnosti dobili smo čvrsta jamstva da će oni učiniti sve da se hrvatska područja pod srpskom okupacijom uključe u hrvatski ustavno-pravni poredak, izjavio dr. Franjo Tuđman na konferenciji za novinare po povratku u Zagreb iz SAD.[3]
- U ruskom veleposlanstvu u Zagrebu počeli razgovori između hrvatskih vlasti i predstavnika Srba iz okupiranih područja radi potpisivanja sporazuma o potpunom prekidu vatre i razdvajanja snaga, dogovoreno da se razgovori nastave 29. ožujka.[3]
- Na trgu Francuske republike održan prosvjedni skup građana Zagreba protiv dolaska Milana Martića i drugih srpskih odmetnika u Zagreb, na kojem se zahtijevalo prekid razgovora sa srpskim ratnim zločincima, miješanje Rusije u unutarnji poredak Hrvatske, da SAD i NATO objave ultimatum Srbiji i omoguće povratak prognanika.[3]

### 23. ožujka
- Sporazum o potpunom prekidu vatre i razdvajanju snaga između predstavnika hrvatskih vlasti i Srba iz okupiranog područja nije potpisan nakon prvog kruga pregovora u ruskom veleposlanstvu u Zagrebu, ali je dogovoreno, da se oni nastave 29. ožujka, kada bi mogao biti i datum potpisivanja sporazuma.[3]
- Glavni tajnik UN Boutros Ghali predložio Vijeću sigurnosti UN da nakon 31. ožujka 1994. obnovi mandat UNPROFOR-a, ali da mu se ne mijenja mandat.[3]
- Nečuveno je Ghalijevo izjednačavanje sasvim legitimnih hrvatskih zahtjeva, koji su priznati u nekoliko rezolucija Vijeća sigurnosti, s nelegalnim ponašanjem srpskih odmetnika koji hoće sačuvati plodove brutalne agresije, oštro komentira Slobodna Dalmacija ignorantski izvještaj Ghalija Vijeću sigurnosti.[3]

### 24. ožujka
- Turska će uskoro poslati 2.700 plavih kaciga u BiH, izjavio turski ministar vanjskih poslova Hikmet Cetin, poslije odluke Vijeća sigurnosti o sudjelovanju turskih vojnika u snagama UNPROFOR-a.[3]

### 25. ožujka
- Susret srpskih i hrvatskih predstavnika u ruskoj ambasadi u Zagrebu značajan je i pozitivan pomak u odnosima Srba i Hrvata, rekao na konferenciji za novinare u Zagrebu predsjednik Srpskog demokratskog foruma dr. Milorad Pupovac, ali u Republici Hrvatskoj još nisu stvorene političke, ekonomsko-socijalne ni psihološke pretpostavke za povratak izbjeglica na područja pod kontrolom hrvatskih vlasti.[3]
- Dva tjedna nakon dolaska u Beograd šef hrvatskoga ureda Zvonimir Marković nije se uspio sastati s prvim čovjekom jugoslavenske diplomacije Vladislavom Jovanovićem, još manje prodrijeti do Palače federacije i premijeru Radoju Kontiću predati pismo Vlade Republike Hrvatske o otvaranju ureda.[3]
- Predstavnici HVO-a i Armije BiH, pukovnik Franjković i brigadir Fikret Muslimović, potpisali u Gornjem Vakufu sporazume o sprečavanju djelovanja snajperista i o slobodi kretanja srednjobosanskim prometnicama.[3]

### 26. ožujka
- Sedmo zasjedanje Zastupničkog doma HR Herceg-Bosne podržalo Prijedlog nacrta ustava Federacije BiH i Prethodni sporazum o konfederaciji Republike Hrvatske i Federacije BiH.[3]
- U Zagrebu održana tribina Petrinja - četnički zločin nadomak Zagrebu, koju je organiziralo Hrvatsko žrtvoslovno društvo u suradnji s Hrvatskim vijećem Europskog pokreta i zavičajnim klubom petrinjskih Hrvata u Zagrebu.[3]

### 27. ožujka
- Hans Koschnik, bivši gradonačelnik Bremena i istaknuti socijaldemokratski političar službeno nominiran za europskog administratora u Mostaru, odlučili ministri vanjskih poslova Europske unije, okupljeni u grčkom gradu Ioannina, čime su prihvatili prijedlog njemačke vlade da na čelu Europske uprave u Mostaru bude Nijemac.[3]
- Nastojali smo potaknuti proces pregovora, koji će se u utorak nastaviti u ruskoj ambasadi, izjavio u Zagrebu na konferenciji za novinare američki veleposlanik Peter Galbraith, nakon posjeta Plitvicama, Podlapači, Titovoj Korenici, Kninu i razgovora s Milanom Martićem.[3]

### 28. ožujka
- Srbi pogodili helikopter UN u sektoru Sjever nad linijom Pešuti-Bocino brdo, u blizini Karlovca.[3]
- Izaslanstvo hrvatskog Sabora boravila na otvaranju zasjedanja Skupštine Federacije BiH. Predsjednik Sabora Stjepan Mesić izjavio po povratku u Zagreb da su svi zainteresirani za ostvarenje Washingtonskog sporazuma, da se nisu osjetile tendencije koje bi ukazivale na nešto drugo.[3]
- Pozitvni efekti Washingtonskog sporazuma već se osjećaju. Ipak se mora imati na umu da je njihova provedba vrlo odgovoran i delikatan posao. Rije je prije svega o svladavanju velikih psiholoških i emocionalnih barijera, rekao u uvodnom izlaganju na zasjedanju Skupštine BiH dr. Haris Silajdžić.[3]

### 29. ožujka
- Hrvatski Sabor dao podršku Washingtonskom sporazumu. Posjet Predsjednika Tuđmana Washingtonu i rezultati razgovora s najvišim dužnosnicima SAD i UN nedvojbeno znače dosad najviše domete potvrde mjesta i uloge Hrvatske u međunarodnim razmjerima, istakao u uvodnom izlaganju potpredsjednik Vlade i ministar vanjskih poslova dr. Mate Granić.[3]
- Stalna predstavnica SAD pri UN, veleposlanica Madeleine Albright stigla na čelu brojnog američkog izaslanstva u posjet Zagrebu i Hrvatskoj, a joj će se, kako se očekuje, pridružiti i zapovjednik združenog stožera američkih oružanih snaga general John Shalikashvili.[3]
- Politički je problem što dio djelatnika u rovinjskoj bolnici ne prihvaća hrvatsku državu. Svi prozvani djelatnici u Rovinj su se doselili 80-ih godina uglavnom iz Srbije, izjavio saborski zastupnik Ante Đapić, koji je na čelu saborske komisije izvršio inspekciju rovinjske bolnice, a na zahtjev hrvatskih ranjenika koji su se žalili na međunacionalnu nesnošljivost i uvrede osoblja.[3]
- Nastavljeni pregovori izaslanstva Republike Hrvatske i predstavnika pobunjenih Srba, koji su prošlog tjedna započeli u ruskom veleposlanstvu u Zagrebu.[3]
- U organizaciji Inicijativnog odbora grupe Libertas održan u Splitu, na rivi, prosvjedni skup protiv nastavka pregovora s predstavnicima lokalne srpske vlasti iz Knina koji se vode u Zagrebu.[3]
- Skupština BiH prihvatila zakon o ratifikaciji Preliminarnog sporazuma o osnivanju konfederacije između Federacije BiH i Republike Hrvatske i odlučila da odmah započne zasjedanje Ustavotvorne skupštine Federacije BiH.[3]

### 30. ožujka
- Ustavotvorna Skupština proglasila u Sarajevu, točno u 17,20 sati, Ustav Federacije Bosne i Hercegovine, a Ustav je stupio na snagu točno u ponoć između 30. i 31. ožujka.[3]
- Sva neprijateljstva trebaju prestati 4. travnja u 9 sati ujutro, stoji u sporazumu potpisanom nakon pregovora u ruskom veleposlanstvu u Zagrebu između izaslanstva Republike Hrvatske i predstavnika pobunjenih Srba. U pregovorima su proučena i usklađena 34 zemljovida koji u detalje definiraju crtu razgraničavanja.[3]
- Hrvatski predsjednik dr. Franjo Tuđman primio u Predsjedničkim dvorima američko izaslanstvo na čelu s Madeleine Albright i Johnom Shalikashvilijem, koji su uoči odlaska za Sarajevo razgovarali s novinarima.[3]

### 31. ožujka
- Stotoj sjednici Vlade premijera Nikice Valentića predsjedao predsjednik Republike Hrvatske dr. Franjo Tuđman.[3]
- Rusija ne izjednačava prava bosanskih Srba s pravima Srba u Hrvatskoj. Prerano je govoriti kakav će politički status dobiti područja koja su u Hrvatskoj naseljena pretežito Srbima i koja se nazivaju krajinom - izjavio specijalni izaslanik predsjednika Jeljcina Vitalij Čurkin u intervjuu Večernjem listu.[3]